# تود د. روبنسون
تود د. روبنسون (بالإنجليزية: Todd D. Robinson)‏ هو دبلوماسي وسياسي أمريكي، ولد في 1965 في نيوجيرسي في الولايات المتحدة.